# Dolmen de la Bouissière
Le dolmen de la Bouissière est un dolmen situé à Cabasse, dans le département du Var en France.

## Architecture
Le dolmen a été érigé au sommet de la colline de La Bouissière à 322 m d'altitude. Il a été découvert et fouillé par Georges Bérard en 1950. Selon Georges Bérard, l'édifice est contemporain du dolmen de la Gastée, distant d'environ 1,30 km à l'est et du menhir dit de la «Pierre Plantée» situé environ 3 km à l'ouest, les trois monuments étant pratiquement alignés.

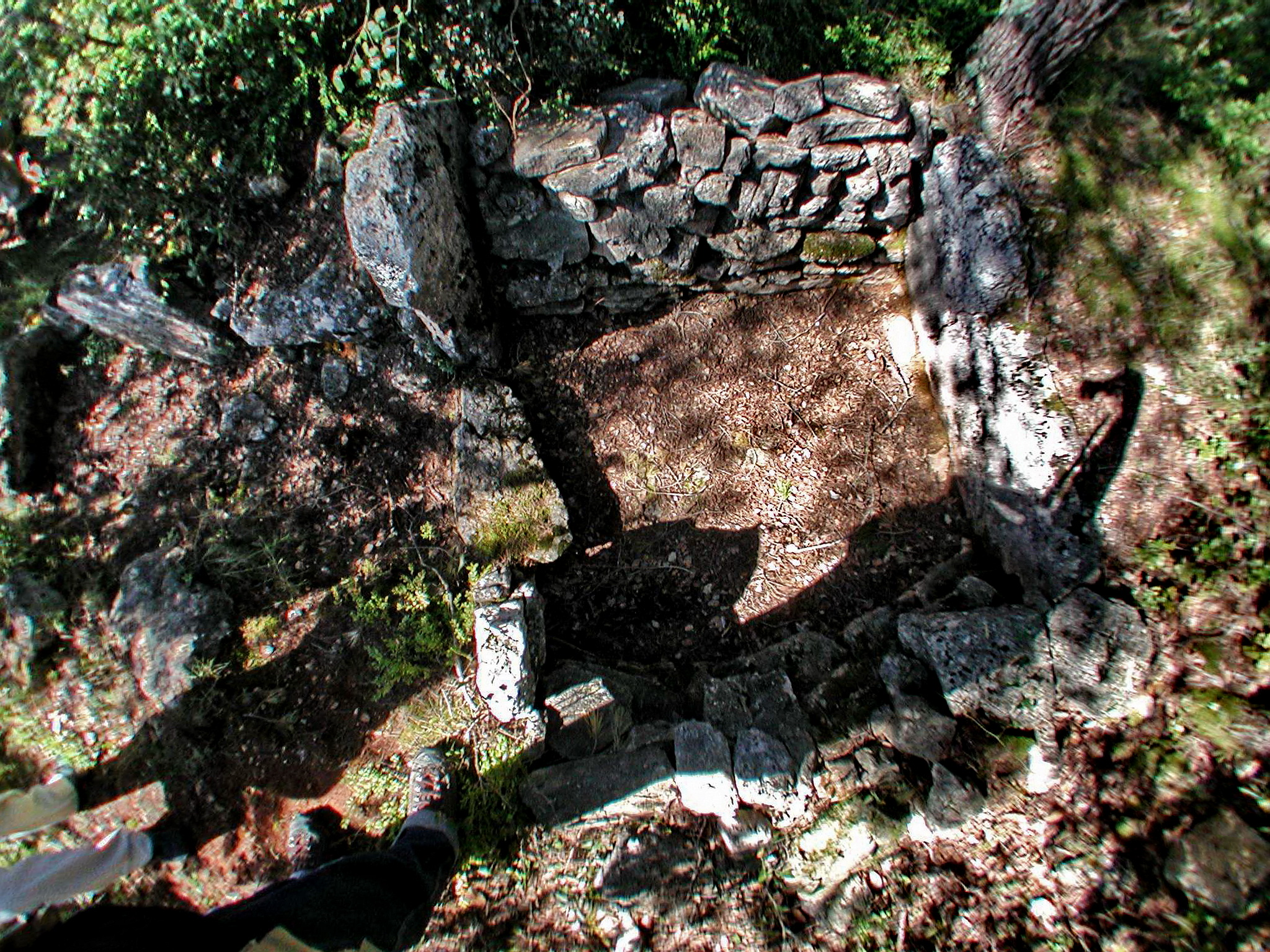
Vue de la chambre sépulcrale

L'édifice est «signalé », à 170 m au nord, par une curieuse construction mégalithique composée de «quatre pierres dressés par couples» dessinant l'extrémité supérieure d'un «V» dont le dolmen constituerait la pointe inférieure à 170 m environ au sud.  Le tumulus mesure 6,20 m de diamètre. Il est délimité par un parement de dalles dressées d'une hauteur moyenne de 0,70 m séparées entre elles par des intervalles variant de 1 m à 1,50 m.
Le tumulus renferme au centre une chambre sépulcrale rectangulaire (1,70 m de long pour 1,10 m dans sa plus grande hauteur) délimitée au nord et au sud par un muret en pierres sèches (hauteur 0,40 m), et une dalle de chevet à l'est (1,70 m sur 1,80 m). La chambre est orientée selon un axe est-ouest et ouvre à l'ouest par une entrée délimitée par deux piliers de taille inégale (1 m de hauteur pour celui du nord et 0,65 m pour celui du sud) et une pierre de seuil. Le couloir mesure 1 m de long pour 0,80 m de large. Son sol, comme celui de la chambre, a été soigneusement dallé.

## Vestiges osseux et mobilier funéraire
Les fouilles archéologiques ont permis de dégager quatre niveaux d'occupation distincts (désignés sous les numéros I à IV par ordre croissant d'ancienneté) qui étaient séparés entre eux par un dallage de pierres plates. Les quatre niveaux occupaient une épaisseur globale comprise entre 0,53 m et 0,65 m, les couches étant d'épaisseur décroissante avec la profondeur. Dans l'angle sud-ouest de la chambre, une fosse fut creusée ultérieurement à travers les quatre couches pour abriter la sépulture d'un enfant. «Tous les os des membres inférieurs étaient rangés contre le mur sud, tandis que les os des membres supérieurs étaient placés contre le pilier ouest». De plus, la fosse étant trop petite pour accueillir la dépouille de l'enfant en position repliée, tout laisse à penser que le corps fut démembré et décharné avant l'inhumation des ossements.
Toutes couches confondues, les ossements humains retrouvés correspondent à l'inhumation d'une quinzaine d'individus différents (400 dents retrouvées au total) d'âges très variables. Si à première vue, aucune trace d'incinération n'avait été constaté sur ces ossements, une analyse ultérieure a révélé que tous les ossements avaient au contraire subi une crémation «à l'extérieur sous un feu violent». L'emplacement d'un ustrinum a d'ailleurs était identifié à environ 50 m à l'est du dolmen. 
| Couche                                                                                        | Épaisseur | Ossements                                                 | Matériel funéraire                                                                                             |
| --------------------------------------------------------------------------------------------- | --------- | --------------------------------------------------------- | --- |
| I                                                                                             | 0,25 m    | quelques ossements en connexion, 16 dents 3 à 4 individus | 3 débris de céramique fortement altérés                                                                        |
| II                                                                                            | 0,14 m    | ossements fragmentés peu nombreux, 61 dents               | 2 débris de céramique 1 flèche et 1 lame en silex 1 cardium                                                    |
| III                                                                                           | 0,12 m    | fragments de crânes et maxillaires, 130 dents             | nombreuses perles et silex (50) 8 pointes de flèche 1 pointe de javelot 1 grande lame 2 fragments de céramique |
| IV                                                                                            | 0,08 m    | esquilles, 38 dents souvent brisées                       | 32 perles, quelques silex (1 lame, 1 pointe de flèche, fragments de lame) 3 débris de céramique                |
| Sources : Dolmen de la Bouissière, com. de Cabasse (Var), Les sépultures mégalithiques du Var |           |                                                           | |

La petite fosse renfermait les os longs, la calotte crânienne et les dents d'un jeune individu (11 ans maximum). Au dessus de l’ensemble étaient placés 10 armatures de flèches, une perle torique en serpentine bleue, une valve de cardium, une défense de sanglier et un poinçon en os de lièvre, ; ces deux derniers éléments ayant pu servir d'attache pour un vêtement.
Le mobilier funéraire se repartissait de manière non uniforme entre les quatre couches, les couches inférieures, les plus anciennes, étant aussi les plus riches. Les nombreuses perles sont de type varié (annulaire, en tonnelet) et elles ont été réalisées dans divers matériaux (serpentine bleue à vert, calcite). Deux mesures des charbons de bois au C14 ont donné une datation comprise entre 3 985 et 3 970 (+/- 260 BP) correspondant au Chalcolithique.
Les couches distinctement séparées et la présence de nombreux objets et ossements brisés (par piétinement ?) dans les couches inférieures indiquent une réutilisation fréquente de la tombe.
La fouille de la couche d'incinération (15 m de long sur 7 m de large et 0,50 m d'épaisseur) de l'ustrinum a livré quelques éléments de matériel archéologique du même type que ceux recueillis dans l'édifice voisin : une pendeloque en cristal, une perle en tonnelet identique à celles en serpentine retrouvées dans le dolmen, un fragment de défense de sanglier, une armature de flèche et plusieurs éclats de silex et tessons de céramique. L'utilisation de cet ustrinum s'est poursuivie jusqu'à l'Âge du fer comme l'attestent un fragment de torsade (en bronze ou en cuivre) et des fragments de céramique grise également recueillis sur place.